# (48300) Kronk
(48300) Kronk est un astéroïde de la ceinture principale.

## Description
(48300) Kronk est un astéroïde de la ceinture principale. Il fut découvert le 11 juin 2002 à Fountain Hills (Arizona) par Charles W. Juels et Paulo R. Holvorcem. Il présente une orbite caractérisée par un demi-grand axe de 3,00 UA, une excentricité de 0,02 et une inclinaison de 8,5° par rapport à l'écliptique.
Il est nommé d'après l'astronome amateur Gary W. Kronk.

## Compléments